# 西隆加國家公園
西隆加國家公園（West Lunga National Park）是非洲中部國家贊比亞的國家公園，位於該國西北省，佔地約1,700平方公里，海拔高度1,100至1,400米，野生動物包括非洲象、水牛、林羚等。
12°47′S 24°45′E / 12.783°S 24.750°E